# Asmara teater
Asmara teater (italienska: Teatro di Asmara) är en teater i Asmara i Eritrea. Den ritades av den italienska arkitekten Odoardo Cavagnari och invigdes år 1918.
Framför teatern finns en plantering och en stor fontän. Två breda trappor leder upp till dess portik med sju romerska valv och 
joniska pelare, varifrån man kommer in i byggnadens genom två dörrar. I foajén finns biljettförsäljning och en bar.  Salongen med balkonger i tre våningar har  plats för 750 åskådare. Salongens tak är dekorerat med en freskomålning av Francesco Saverio Fresa i jugendstil med åtta dansande kvinnor och en bård med åtta påfåglar.

## Historia
Teatern skulle ha varit del av ett större komplex med restauranger och  tennisbana, men när byggbolagen gick i konkurs år 1924 övertogs den oanvända tomten av Società Fratelli Ingegneri. De lät bygga om teatern till en biograf år 1937 och byggde affärer och andra byggnader på tomten. Renoveringen utfördes av arkitekterna Antonio Vitaliti och Pietro del Fabro.
Biografen var i drift till 1957, varefter den övertogs av kejsare Haile Selassies svärson. År 1964 öppnade biografen igen, nu under namnet Cinema Asmara. På teatern spelade man   pjäser av bland andra Luigi Pirandello och framförde operor av Giacomo Puccini och Giuseppe Verdi med italienska operasångare  och skådespelare som Renato Rascel, Renato Carosone, Totò och Remo Girone tills Mengistu Haile Mariam störtades år 1991.